# لسان فضي
اللُسّان الفضي أو الخرفيش الصغير أو شوك عنتر (باللاتينية: Carduus argentatus) نوع نباتي يتبع جنس اللُسّان من الفصيلة النجمية.

## الانتشار
ينتشر في بلاد الشام ومصر والمغرب العربي وتركيا واليونان.